# Patrick Baldassarre
Patrick Richard Baldassarre (Sion, 3 maggio 1986) è un cestista svizzero con cittadinanza italiana.

## Carriera
Cresciuto nelle giovanili dell'Olimpia Milano e della Benetton Treviso e vanta una presenza in Serie A e 105 nel campionato di Legadue al maggio 2012. La sua carriera si sviluppa tra le società di nelle file del College Italia in B2, in A dilettanti a Treviglio e Castelletto Ticino, in Legadue con il Banco di Sardegna Sassari ottiene una storica promozione in Serie A. L'anno successivo passa a Scafati dove gioca per due anni inframezzati nel 2011 dal campionato disputato per i Biancoblù Bologna. Con lo scambio dei rispettivi titoli sportivi tra Scafati e la Pallacanestro Trapani, il 9 agosto 2013 viene ingaggiato dalla società siciliana. Il 2 luglio 2015 ritorna a vestire la maglia dello Scafati.

## Palmarès
- Campionato italiano: 1

Pall. Treviso: 2002-03
- Coppa Italia LNP: 1

Scafati Basket: 2016